# Descomunização
| |  |  |
| Cabeça quebrada da estátua de Lenin de seu monumento em Kiev. E, manifestantes no pedestal, depois de a estátua ser derrubada naquele mesmo dia (8 de Dezembro de 2013). |  |  |

Descomunização é o processo de desmantelamento do legado cultural e psicológico do comunismo nos países pós-comunistas. É, às vezes, referido como limpeza política (lustração). O termo é mais comumente aplicado aos antigos países do Bloco do Leste e os Estados pós-soviéticos para descrever uma série de mudanças legais e sociais durante o período pós-comunista.
Em alguns países, a descomunização incluiu a proibição de símbolos comunistas. Partilhando traços comuns, os processos de descomunização têm corrido de forma diferente em diferentes nações.

## Organizações de descomunização

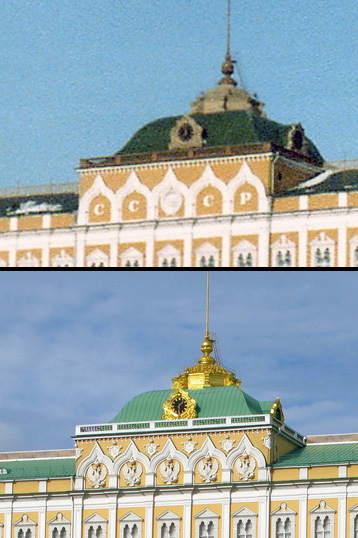
Fachada do Grande Palácio do Kremlin (acima, em 1982) com Brasão de armas da União Soviética e as letras "СССР" e, após a dissolução da União Soviética (abaixo, em 2008) com cinco águias de duas cabeças do Brasão de armas da Rússia.

- Camboja - Salakdei khmero kraham (Tribunal do Khmer Vermelho).
- República Tcheca - Úřad dokumentace a vyšetřování zločinů komunismu (Agência para documentação e investigação dos crimes do comunismo) e Instituto para o Estudo dos Regimes Totalitários.
- Eslováquia - Ústav pamäti národa (Instituto da Memória Nacional).
- Estônia - Inimsusevastaste Kuritegude Uurimise Eesti Rahvusvaheline Komisjon (Comissão estoniana internacional para a investigação de crimes contra a humanidade).
- Alemanha - Bundesbeauftragter für die Stasi-Unterlagen (BStU - Comissão federal para os arquivos da Stasi).
- Indonésia - Orde Baru ("Nova Ordem").
- Hungria - Instituto histórico da revolução húngara de 1956.
- Lituânia - Lietuvos gyventojų genocido ir rezistencijos tyrimo centras (Centro lituano de estudo do genocídio e resistência).
- Polônia - Instytut Pamięci Narodowej - Komisja Ścigania Zbrodni przeciwko Narodowi Polskiemu - IPN (Instituto da Memória Nacional).
- Romênia - Institutul de Investigare a Crimelor Comunismului și Memoria Exilului Românesc (Instituto para a investigação dos crimes comunistas na Romênia).
- Ucrânia - Український інститут національної пам'яті (Instituto ucraniano para a memória nacional, ver: descomunização na Ucrânia e leis de descomunização ucranianas).

## Ações legais contra antigos líderes comunistas
Ex-comunistas acusados de crimes contra a humanidade e violações dos direitos humanos, especialmente integrantes das polícias secretas comunistas, foram submetidos a políticas governamentais de lustração, (ostracismo político) sendo impedidos de ocupar cargos políticos ou administrativos.
- Bulgária: Todor Zhivkov foi condenado a 7 anos de prisão, mas cumpriu apenas um dia de pena sendo libertado por "razões de saúde".
- Camboja: Kang Kek Iew é, até o momento, o único líder do Khmer Vermelho indiciado enquanto Pol Pot e outros, viveram livres de acusações.
- Alemanha Oriental: Erich Honecker foi preso, mas logo libertado devido a problemas de saúde. Várias pessoas, como Egon Krenz, foram condenadas.
- Polônia: Wojciech Jaruzelski evitou comparecer na maioria das audiências no tribunal alegando problemas de saúde. Morreu em 2014.
- Romênia: Nicolae Ceaușescu e sua esposa Elena foram condenados à morte e executados em 25 de Dezembro de 1989.

## Resultados
Partidos comunistas fora dos Países Bálticos não foram proscritos e seus membros não foram processados. Apenas alguns lugares tentaram excluir até membros de serviços de inteligência comunistas das tomadas de decisões. Em vários países, o partido comunista simplesmente mudou seu nome e continuou atuante.
Stephen Holmes, da Universidade de Chicago, argumentou em 1996 que, depois de um período de forte descomunização, o resultado foi um fracasso quase universal. Após a introdução do lustrismo, a demanda por bodes expiatórios tornou-se relativamente baixa, ex-comunistas foram eleitos para cargos governamentais e, outros ocuparam cargos administrativos. Holmes observa que a única exceção real foi a antiga Alemanha Oriental, onde milhares de antigos informantes da Stasi foram demitidos de cargos públicos.
Holmes sugere as seguintes razões para o fracasso da descomunização:
- Após 45-70 anos de regimes comunistas, quase todas as famílias têm membros associados ao estado. Após o desejo inicial de "erradicar os vermelhos", veio a percepção de que uma punição maciça estaria incorreta e, que seria considerado injusto apontar apenas alguns culpados.
- A urgência dos problemas econômicos do pós-comunismo faz com que os crimes do passado comunista fossem vistos como "notícias velhas" por muitos cidadãos.
- A descomunização passou a ser considerada como um jogo de poder das elites.
- A dificuldade de atingir a elite social faria necessário um Estado totalitário que retirasse direitos dos "inimigos do povo" de forma rápida e eficiente e o desejo de normalidade supera o desejo de justiça punitiva.
- Muito poucos indivíduos têm um passado perfeitamente "limpo" e, por isso, estão disponíveis para preencher posições que exigem conhecimentos significativos. As pessoas começaram a lembrar que a ideia de Lenin de que "qualquer cozinheira pode governar o estado"[6] falhou.
- Matthew White encontrou no Los Angeles Times e no The Times, artigos de 1998 e 2000, respectivamente, que afirmavam que de 3 a 6 milhões de russos e outros cidadãos de antigos estados comunistas morreram (ou não nasceram) devido à piora das condições de vida após a queda do comunismo.[7]